# Charles-Étienne Durand
Pour les articles homonymes, voir Charles Durand et Durand.
Charles-Étienne Durand, ou Charles Durand, est un ingénieur des ponts et chaussées et architecte français, né à Montpellier le 26 novembre 1762, et mort à Nîmes le 26 août 1840.

## Biographie
En 1786 il est professeur d'architecture à l'école de la Société des beaux-arts de Montpellier. Celle-ci est réunie en 1787 à l'école des ponts et chaussées créée par les États du Languedoc où il reste jusqu'en 1792.
En mai 1792, il est nommé ingénieur ordinaire dans le département du Gard, arrondissement de Saint-Hippolyte. En mai 1800, il est nommé ingénieur ordinaire des ponts et chaussées à Nîmes. Il travaille alors sous la direction de Stanislas-Victor Grangent. Il est aussi architecte des hospices de la ville de Nîmes.
Charles-Étienne Durand donne les plans du premier palais de justice de Nîmes, plusieurs maisons individuelles. Il a réalisé plusieurs ponts dans l'Hérault et le Gard, et le prolongement du Grau-du-Roi.
Le 11 mars 1809, Charles Durand a présenté les plans et le devis de l'hospice d'humanité, l'hôpital général. Après avoir dégagé les arènes et ouvert le boulevard Saint-Antoine (boulevard Victor-Hugo), l'architecte a été chargé de construire une façade uniforme devant l'ensemble de bâtiments disparates. Le décret impérial du 5 août 1809 autorise la commission administrative des hospices de la ville à faire faire les constructions en six ans.
Il va étudier de nombreux projets dans le département du Gard pendant une trentaine d'années. À Nîmes, il a conçu un grand programme autour de la Maison Carrée qu'il a partiellement réalisé et qui a été achevé sous la direction de Grangent,. Il a été un des premiers à proposer des projets dans la partie ouest du faubourg des Prêcheurs, la destruction de la citadelle remplacée par un Capitole en l'honneur des grands hommes de Nîmes et du Gard. Si son projet ne fut pas approuvé, la rue de la Lampèze a été ouverte en 1800 le long du flanc ouest de la citadelle. Il a construit dans ce nouveau quartier sa propre maison.
Il a participé à la restauration de la Maison Carrée entre 1816 et 1822 sous la direction de Stanislas-Victor Grangent.
Il est nommé ingénieur des ponts et chaussées de 1re classe en juin 1821.
En 1830, il reconstruit la façade de l'Hôtel-Dieu sur la rue de Montpellier (rue de la République).
Il a fait les plans et construit de nombreux temples protestants dans la région, :
- Aigues-Vives, en 1807, recomposition du projet de restauration en 1819,
- Beauvoisin, projet en 1819, travaux en 1820-1822,
- Bernis, projet en 1809, travaux en 1811,
- Calvisson, projet en 1817, travaux en 1818-1822,
- Gallargues-le-Montueux, consolidation en 1809-1810,
- Nîmes, proposition de deux projets en 1816 avec Grangent,
- Saint-Hippolyte-du-Fort, projet en 1809, rejeté en 1812,
- Valleraugue, projet en 1807, travaux en 1809-1817[7],
- Vauvert, travaux en 1809-1817.

Il a été membre de l'Académie du Gard, qu'il a présidée en 1818.
Il a été enterré au cimetière Saint-Baudile de Nîmes.

## Publications
- avec Stanislas-Victor Grangent et Simon Durant, Description des monuments antiques du midi de la France, imprimerie de Crapelet, Paris, 1819 (lire en ligne)[9].
- son fils, Henri Durand, a publié avec Simon Durant et Eugène Lavalle, Album archéologique et description des Monuments historiques du Gard, imprimerie Soustelle-Gaude, Nîmes, 1853 (lire en ligne)

## Famille
- Charles-Étienne Durand
  - Henri Durand, conducteur des ponts et chaussées et architecte,
  - Léon Durand (1797-08-18 - 1835/36), architecte,